# Зеедорф, Квентин
Квентин Зеедорф (нидерл. Quentin Seedorf; род. 14 сентября 2000, Амстердам) — нидерландский футболист, защитник клуба софийской «Славии».
Квентин — племянник известного нидерландского футболиста и тренера Кларенса Зеедорфа.

## Клубная карьера
Зеедорф — воспитанник клубов «Алмере Сити» и «Витесс». В 2017 году он дебютировал за дублирующий состав последних. В 2019 году Зеедорф перешёл в польский «Заглембе». 17 августа в матче против «Медзь» в Первой лиге Польши. 3 апреля 2021 года в поединке против «Видзева» Квентин забил свой первый гол за «Заглембе». В начале 2024 года Зеедорф подписал контракт с софийской «Славией». 17 февраля в матче против «Берое» он дебютировал в чемпионате Болгарии.